# Pallacanestro 3x3 al Festival olimpico della gioventù europea
La pallacanestro 3x3 è stato inserito nel programma del Festival olimpico della gioventù europea nella diciassettesima edizione, che si è svolta nel 2023.

## Edizioni
| Giochi | Anno | Sede    | Gare |
| ------ | ---- | ------- | ---- |
| XVII   | 2023 | Maribor | 2    |
| XVIII  | 2025 | Skopje  | 2    |

## Discipline
Nella seguente tabella le discipline disputate nelle varie edizioni.
| Edizione | Uomini | Donne |
| -------- | ------ | ----- |
| 2023     | •      | •     |
| 2025     | •      | •     |

## Medagliere complessivo
Aggiornato al 2025
| Posiz. | Nazione  | Oro | Argento | Bronzo | Totale |
| ------ | -------- | --- | ------- | ------ | ------ |
| 1      | Polonia  | 2   | 0       | 0      | 2      |
| 2      | Germania | 1   | 1       | 0      | 2      |
| 3      | Lituania | 1   | 0       | 0      | 1      |
| 4      | Francia  | 0   | 2       | 2      | 4      |
| 5      | Serbia   | 0   | 1       | 0      | 1      |
| 6      | Slovenia | 0   | 0       | 2      | 2      |
| Totale | Totale   | 4   | 4       | 4      | 12     |